# ジョン・ファンテ
ジョン・ファンテ（John Fante、1909年4月8日 – 1983年5月8日）は、アメリカの小説家、脚本家。息子のダン・ファンテも小説家、詩人、劇作家である。

## 生涯
1909年、コロラド州デンバーに生まれ、ボールダーで育つ。父はイタリアからの移民で石工、母はイタリア系の二世で熱心なカトリック。
1923年、デンバーのレジス・ハイスクールに入学。1927年夏に卒業し、コロラド大学に入学するも、早くも退学を決意し、私立図書館に通い詰める。この時に出会ったのが、「アメリカン・マーキュリー」誌の編集長ヘンリー・メリケンの作品だった。1928年秋に再び大学に登録するも、1929年に最低限の成績を取ることができなかったことで、大学を退学させられた。
友人とバックパックをし、カリフォルニアを目指す。大恐慌下で、長期間にわたり不安定な職を転々とする。1931年にロングビーチ市立大学に登録するも、成績はまたもや振るわなかった。
以後、作家を目指しながら、モーパッサン、ヘミングウェイ、ジョン・ドス・パソス、ニーチェ、シュペングラーなどを読み漁る。
1938年に出版された『バンディーニ家よ、春を待て』が、批評家たちに好意的に受け止められる。「サンフランシスコ・クロニクル」誌のジョーゼフ・H・ジャクソンは、その年の最高の一冊に選んだ。二か月後にはイタリア語にも翻訳された。
1939年11月には『塵に訊け！』が出版されるが、出版社の宣伝不足もあって販売部数は思うように伸びず、批評家の賛辞も得られなかった。1940年1月に自動車の交通事故。1940年9月には『デイゴ・レッド』が刊行され、「タイム」誌などが絶賛した。
1952年、当初『白い風船』の予定だった題を『満ちみてる生』としてリトル・ブラウン＆カンパニーより刊行、1956年には映画化される。
1960年代後半、『満ちみてる生』の続篇というべき『犬と負け犬』を書き上げるも、出版社が見つからなかった。1974年には『葡萄の信徒会』が完成し、フランシス・フォード・コッポラ監督による映画化を探るも『地獄の黙示録』にかかりきりになっていたため進展せず、1977年に刊行。一方、健康状態は年を追うごとに悪化していっており、左足を切断する手術を受けることになる。緑内障の手術を受けるも、1978年には盲目となる。
晩年になり、チャールズ・ブコウスキーが働きかけたことによってブラック・スパロウ・プレスよりファンテの重要な作品が次々に再刊され、ようやく日の目を見ることとなった。
ウィリアム・サローヤンやウィリアム・フォークナーらと親しく、サローヤンの戯曲『君の人生の時間』のモデルともなった。

## 主な作品

### 小説
- The Road to Los Angeles (1933年)　『ロサンゼルスへの道』
- en:Wait Until Spring, Bandini (1938年)　『バンディーニ家よ、春を待て』
- en:Ask the Dust (1939年)　『塵に訊け！』
- Dago Red(1940年)　『デイゴ・レッド』
- Full of Life (1952年)　『満ちみてる生』
- The Brotherhood of the Grape (1977年)　『葡萄の信徒会』
- Dreams from Bunker Hill (1982年) 『バンカーヒルからの夢』

### 死後に発表された作品
- The Wine of Youth (1985年、短篇集）
- 1933 Was a Bad Year (1985年、未完)
- Road to Los Angeles (1985年)
- West of Rome (1986年)
- Fante/Mencken: John Fante & H.L. Mencken, 1932-1950 (1989年、書簡）
- John Fante: 1932-1981 (1991年、書簡）
- The Big Hunger: Stories, 1932-1959 (2000年、短篇集）

## 映画化された作品
- en:Wait Until Spring, Bandini、en:Dominique Deruddere 監督 (1989年)
- Ask the Dust、パラマウント映画、en:Robert Towne監督、コリン・ファレル、サルマ・ハエック、ドナルド・サザーランド主演 (2006年)

## 日本語訳された作品
- 「雪の中のレンガ職人」長岡真吾訳、青土社『ユリイカ』(Vol.27-6)、1995年5月
- 『塵に訊け！』都甲幸治訳、DHC、2002年
- 『デイゴ・レッド』栗原俊秀訳、未知谷、2014年
- 『バンディーニ家よ、春を待て』栗原俊秀訳、未知谷、2015年
- 『満ちみてる生』栗原俊秀訳、未知谷、2016年
- 『犬と負け犬』栗原俊秀訳、未知谷、2020年
- 『ロサンゼルスへの道』栗原俊秀訳、未知谷、2020年
- 『塵に訊け』栗原俊秀訳、未知谷、2024年